# Alqueria Jordà
L'Alqueria de Jordà, o Alqueria dels Capellans, és una pedania de la vila de Muro de l'Alcoi, a la comarca del Comtat. S'ubica a l'est del nucli urbà de Muro, a la riba dreta del riu d'Agres, poc abans de la seua confluència amb el riu d'Alcoi. Entre el patrimoni del lloc hi destaca l'església de Sant Joaquim, dels segles xvi i xvii. L'any 2009 tenia 12 habitants.